# Брискі (Лодзинське воєводство)
Брискі (пол. Bryski) — село в Польщі, у гміні Ґура-Свентей-Малґожати Ленчицького повіту Лодзинського воєводства.
Населення — 201 особа (2011).
У 1975-1998 роках село належало до Плоцького воєводства.

## Демографія
Демографічна структура станом на 31 березня 2011 року:
|          | Загалом | Допрацездатний вік | Працездатний вік | Постпрацездатний вік |
| -------- | ------- | ------------------ | ---------------- | -------------------- |
| Чоловіки | 94      | 19                 | 60               | 15                   |
| Жінки    | 107     | 25                 | 57               | 25                   |
| Разом    | 201     | 44                 | 117              | 40                   |